# Flygande tefat

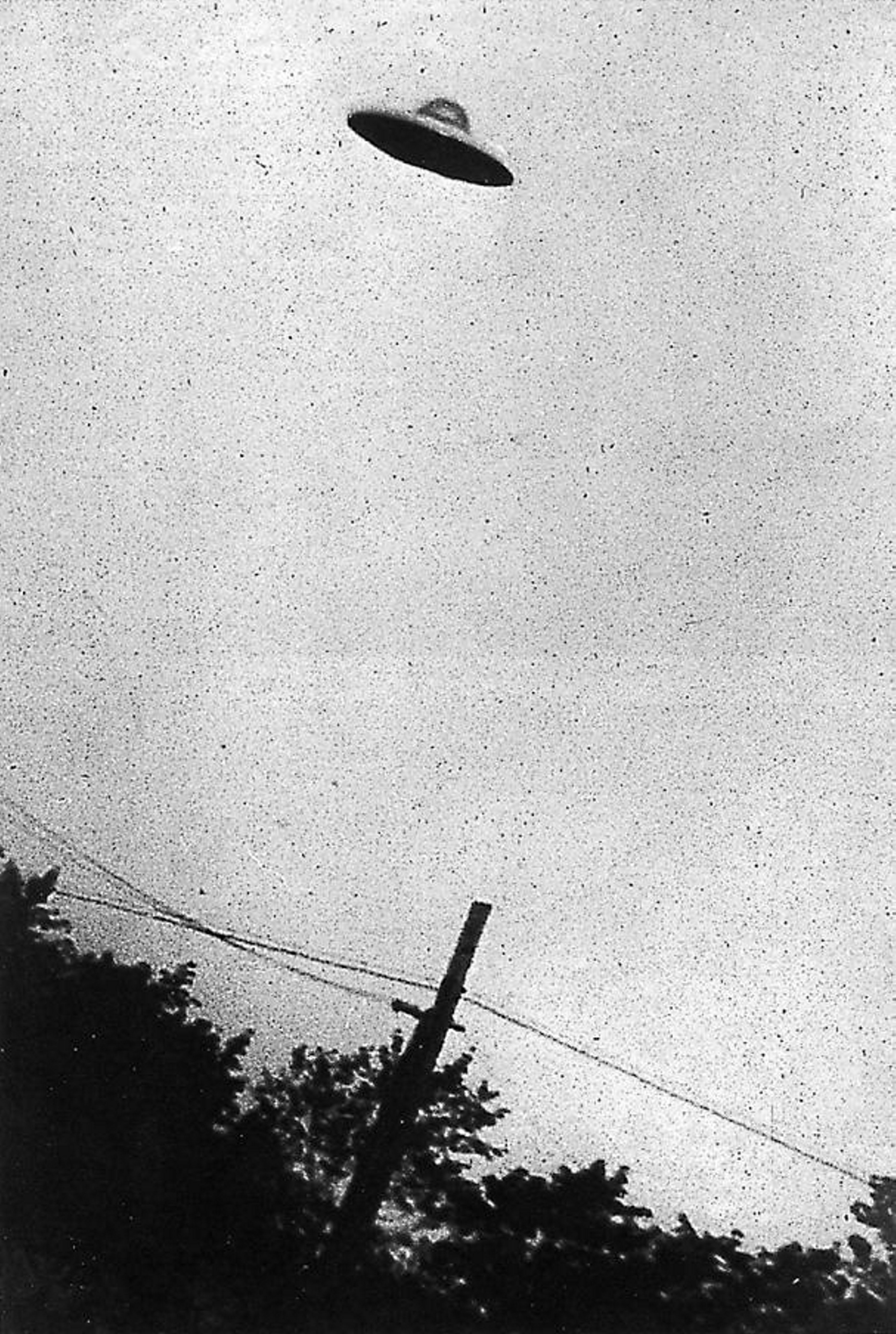
Bild som påstås föreställa ett flygande tefat. Sedd 1952 i Passaic, New Jersey.

Ett flygande tefat (engelska: flying saucer) en benämning för ett oidentifierade flygande föremål (UFO:n) som av vissa anses vara en skivformad utomjordisk rymdfarkost. Fenomenet är vanligt i science fiction. I dag sätter många likhetstecken mellan flygande tefat och utomjordiska rymdfarkoster. Benämningen kommer ursprungligen från den amerikanske privatflygaren Kenneth Arnolds observation av nio runda skivor den 24 juni 1947. vid Mount Rainier i delstaten Washington i USA. Han berättade för media att "de hade liksom skälvande rörelse... Som om man slänger ett tefat över en vattenyta...".

### Fotnoter
1. ↑  ”Vem såg det första "ufot"?”. Världens historia. 7 juli 2015. http://varldenshistoria.se/vetenskap/vem-sag-det-forsta-ufot. Läst 16 april 2016.